# Pterodesmus sakalva
Pterodesmus sakalva är en mångfotingart som beskrevs av Henri Saussure och Leo Zehntner 1901. Pterodesmus sakalva ingår i släktet Pterodesmus och familjen Cryptodesmidae. Inga underarter finns listade i Catalogue of Life.